# Basilio Apocapa
Basilio Apocapa (... – 1083) è stato un generale bizantino appartenente alla nobile famiglia armeno-georgiana degli Apocapes, fu il membro più importante della famiglia.

## Biografia
Basilio Apocapa era figlio del patrizio Michele Apocapa, che nel 1034 sì trasferì ad Edessa con la famiglia, in quanto l'imperatore bizantino Michele IV (1034-1041) l'aveva nominato governatore di questa città. La prima azione militare che conosciamo di Basilio ebbe luogo quando nel 1054 radunò la popolazione di Manzicerta per andare contro i Turchi Selgiuchidi, che assediavano la città. Fu così che nella battaglia di Manzicerta sconfisse i Turchi guidati da Toğrül. Nel 1059 fu nominato dall'Imperatore Isacco I Comneno (1057-1059) arconte (magister officiorum e doux) di Paradounavon, letteralmente le "[terre] accanto al Danubio", carica che mantenne fino al 1065. Nel 1064, insieme al futuro imperatore Niceforo Botaniate ed ai suoi figli, fu sconfitto e catturato dai Turchi Uzi, che avevano attraversato i Balcani settentrionali con 150 000 soldati e tutto il popolo di 600 000 persone. Iniziarono a saccheggiare Macedonia, Tracia e Grecia, ma lo scoppio di un'epidemia fece fuggire gli invasori che rilasciarono i prigionieri nel 1065. Dopo la più grave sconfitta della storia bizantina, subita dall'imperatore Romano IV Diogene (1068-1071) nella battaglia di Manzicerta (1071) contro i Turchi Selgiuchidi e dovuta anche al tradimento di Andronico Ducas, sembra che Basilio sia stato sotto il comando di Philaretus Brachamius, un generale bizantino di origini armene che si era stabilito in Cilicia, dove fu nominato governatore di Edessa dal 1077 fino alla sua morte, avvenuta nel 1083.